# Llista de topònims d'Ullastrell
Llista de topònims (noms propis de lloc) del municipi d'Ullastrell, al Vallès Occidental
Informació actualitzada per un bot. Els canvis manuals es perdran quan s'actualitzi!

## arbre singular
| imatge | Nom                          | Ubicat a   | instància de   | Detalls                      | coordenades                                                                              | Protecció | Commons (més fotos) | Dades a WD                    |
| ------ | ---------------------------- | ---------- | -------------- | ---------------------------- | ---------------------------------------------------------------------------------------- | --------- | ------------------- | ----------------------------- |
|        | alzina de Ca n'Amat          | Ullastrell | arbre singular | Taxon: alzina (Quercus ilex) | 41° 32′ 01″ N, 1° 58′ 45″ E / 41.533515°N,1.979205°E ca:Urbanització de ca n'Amat, 08231 |           |                     | Modifica les dades a Wikidata |
|        | alzina del torrent del Bolet | Ullastrell | arbre singular |                              | 41° 31′ 17″ N, 1° 57′ 58″ E / 41.52125°N,1.96617°E ca:El Bolet, 08231                    |           |                     | Modifica les dades a Wikidata |
|        | lledoner de can Palet        | Ullastrell | arbre singular |                              | 41° 31′ 23″ N, 1° 58′ 05″ E / 41.52319°N,1.96817°E ca:Masia de can Palet, 08231          |           |                     | Modifica les dades a Wikidata |

## barraca de vinya
| imatge | Nom                       | Ubicat a   | instància de     | Detalls      | coordenades                                                                               | Protecció | Commons (més fotos) | Dades a WD                    |
| ------ | ------------------------- | ---------- | ---------------- | ------------ | ----------------------------------------------------------------------------------------- | --------- | ------------------- | ----------------------------- |
|        | barraca de Cal Jaume Font | Ullastrell | barraca de vinya | 20th century | 41° 31′ 54″ N, 1° 58′ 29″ E / 41.53169°N,1.97486°E                                        |           |                     | Modifica les dades a Wikidata |
|        | barraca de les Monges 1   | Ullastrell | barraca de vinya | 20th century | 41° 31′ 19″ N, 1° 57′ 05″ E / 41.52184°N,1.95141°E                                        |           |                     | Modifica les dades a Wikidata |
|        | barraca de les Monges 2   | Ullastrell | barraca de vinya | 20th century | 41° 31′ 15″ N, 1° 57′ 12″ E / 41.52096°N,1.95331°E                                        |           |                     | Modifica les dades a Wikidata |
|        | barraca prop del Camí Ral | Ullastrell | barraca de vinya | 20th century | 41° 31′ 45″ N, 1° 58′ 25″ E / 41.52905°N,1.97352°E ca:Terme municipal d'Ullastrell, 08231 |           |                     | Modifica les dades a Wikidata |

## curs d'aigua
| imatge | Nom                       | Ubicat a                                               | instància de | Detalls                           | coordenades                                                                                               | Protecció | Commons (més fotos) | Dades a WD                    |
| ------ | ------------------------- | ------------------------------------------------------ | ------------ | --------------------------------- | --- | --------- | ------------------- | ----------------------------- |
|        | riera de Gaià             | Terrassa Ullastrell Viladecavalls Abrera Castellbisbal | curs d'aigua | Desemboca: Llobregat              | 41° 37′ 47″ N, 1° 58′ 01″ E / 41.629803°N,1.966996°E 41° 29′ 43″ N, 1° 55′ 21″ E / 41.495216°N,1.922553°E |           | Riera de Gaià       | Modifica les dades a Wikidata |
|        | riera de Salzes           | Ullastrell Castellbisbal                               | curs d'aigua | Desemboca: Llobregat Llarg: 8.5km | 41° 32′ 05″ N, 1° 59′ 03″ E / 41.534861°N,1.984187°E 41° 29′ 00″ N, 1° 56′ 02″ E / 41.48336°N,1.933762°E  |           |                     | Modifica les dades a Wikidata |
|        | riera del Morral del Molí | Abrera Castellbisbal Ullastrell                        | curs d'aigua | Desemboca: Llobregat              | 41° 30′ 57″ N, 1° 56′ 19″ E / 41.5158°N,1.93856°E                                                         |           |                     | Modifica les dades a Wikidata |
|        | torrent de Salzes         | Castellbisbal Ullastrell                               | curs d'aigua | Desemboca: Llobregat              | 41° 30′ 13″ N, 1° 57′ 42″ E / 41.50367°N,1.96162°E ca:Terme de Castellbisbal (08755 Castellbisbal)        |           |                     | Modifica les dades a Wikidata |

## entitat singular de població
| imatge | Nom         | Ubicat a   | instància de                                                                   | Detalls  | coordenades                                                                | Protecció | Commons (més fotos) | Dades a WD                    |
| ------ | ----------- | ---------- | ------------------------------------------------------------------------------ | -------- | -------------------------------------------------------------------------- | --------- | ------------------- | ----------------------------- |
|        | Ca n'Amat   | Ullastrell | entitat singular de població                                                   | 540 hab  | 41° 31′ 41″ N, 1° 58′ 18″ E / 41.528141722869°N,1.9716487336598°E 327 msnm |           |                     | Modifica les dades a Wikidata |
|        | Can Cabassa | Ullastrell | entitat singular de població                                                   | 48 hab   | 41° 32′ 10″ N, 1° 57′ 47″ E / 41.536171646889°N,1.9631301411762°E 269 msnm |           |                     | Modifica les dades a Wikidata |
|        | Can Palet   | Ullastrell | entitat singular de població                                                   | 113 hab  | 41° 31′ 28″ N, 1° 57′ 48″ E / 41.52446405306°N,1.9633170894134°E 321 msnm  |           |                     | Modifica les dades a Wikidata |
|        | Ullastrell  | Ullastrell | entitat singular de població capital municipal ens local històric de Catalunya | 1478 hab | 41° 31′ 34″ N, 1° 57′ 35″ E / 41.52602506°N,1.9596304°E 309 msnm           |           |                     | Modifica les dades a Wikidata |

## granja
| imatge | Nom                 | Ubicat a   | instància de | Detalls | coordenades                                                         | Protecció | Commons (més fotos) | Dades a WD                    |
| ------ | ------------------- | ---------- | ------------ | ------- | ------------------------------------------------------------------- | --------- | ------------------- | ----------------------------- |
|        | Granja Egavisa      | Ullastrell | granja       |         | 41° 32′ 05″ N, 1° 58′ 01″ E / 41.5347373239126°N,1.9668504759356°E  |           |                     | Modifica les dades a Wikidata |
|        | Granja del Garro    | Ullastrell | granja       |         | 41° 31′ 32″ N, 1° 57′ 07″ E / 41.5256396658149°N,1.95188103708472°E |           |                     | Modifica les dades a Wikidata |
|        | Granja del Lleonard | Ullastrell | granja       |         | 41° 31′ 37″ N, 1° 57′ 47″ E / 41.5270291002077°N,1.96306564371006°E |           |                     | Modifica les dades a Wikidata |

## masia
| imatge | Nom            | Ubicat a   | instància de | Detalls      | coordenades                                                                                              | Protecció | Commons (més fotos)    | Dades a WD                    |
| ------ | -------------- | ---------- | ------------ | ------------ | --- | --------- | ---------------------- | ----------------------------- |
|        | Ca n'Amat      | Ullastrell | masia        |              | 41° 31′ 51″ N, 1° 58′ 35″ E / 41.530886258233°N,1.9763999591952°E ca:Urbanització Ca n'Amat              |           | Ca n'Amat (Ullastrell) | Modifica les dades a Wikidata |
|        | Cal Clapés     | Ullastrell | masia        |              | 41° 31′ 40″ N, 1° 57′ 10″ E / 41.5278550652684°N,1.95282815394489°E                                      |           |                        | Modifica les dades a Wikidata |
|        | Cal Jan Pau    | Ullastrell | masia        |              | 41° 31′ 30″ N, 1° 57′ 19″ E / 41.5249147936659°N,1.95536860051866°E                                      |           |                        | Modifica les dades a Wikidata |
|        | Cal Jaume Font | Ullastrell | masia        | 19th century | 41° 31′ 54″ N, 1° 58′ 23″ E / 41.5315328924478°N,1.97312270508884°E ca:Carretera BV-1203, km. 1,5, 08231 |           |                        | Modifica les dades a Wikidata |
|        | Cal Muç        | Ullastrell | masia        |              | 41° 31′ 21″ N, 1° 57′ 13″ E / 41.5225033132912°N,1.9536575355626°E                                       |           |                        | Modifica les dades a Wikidata |
|        | Cal Teixidor   | Ullastrell | masia        |              | 41° 31′ 37″ N, 1° 57′ 08″ E / 41.5268410549927°N,1.95225718736226°E                                      |           |                        | Modifica les dades a Wikidata |
|        | Can Cintet     | Ullastrell | masia        |              | 41° 32′ 01″ N, 1° 58′ 12″ E / 41.5335489423073°N,1.96992615949072°E                                      |           |                        | Modifica les dades a Wikidata |
|        | Can Font       | Ullastrell | masia        |              | 41° 31′ 57″ N, 1° 57′ 09″ E / 41.532471544838°N,1.9524009184386°E                                        |           |                        | Modifica les dades a Wikidata |
|        | Can Fàbregues  | Ullastrell | masia        |              | 41° 31′ 59″ N, 1° 58′ 07″ E / 41.5330777138808°N,1.96860305091864°E                                      |           |                        | Modifica les dades a Wikidata |
|        | Can Palet      | Ullastrell | masia        |              | 41° 31′ 25″ N, 1° 58′ 07″ E / 41.5235925165209°N,1.96853796182376°E ca:Camí de Can Palet                 |           |                        | Modifica les dades a Wikidata |
|        | Can Rodó       | Ullastrell | masia        | 20th century | 41° 31′ 54″ N, 1° 58′ 14″ E / 41.53173°N,1.97065°E ca:Camí de can Rodó, 08231                            |           |                        | Modifica les dades a Wikidata |
|        | Torre Codina   | Ullastrell | masia        |              | 41° 31′ 59″ N, 1° 58′ 35″ E / 41.5329208986287°N,1.97625339240098°E                                      |           |                        | Modifica les dades a Wikidata |
|        | Torre del Rodó | Ullastrell | masia        | 20th century | 41° 31′ 39″ N, 1° 58′ 03″ E / 41.5274930329492°N,1.96757704051331°E ca:Carretera BV-1203, km. 2,3, 08231 |           |                        | Modifica les dades a Wikidata |

## muntanya
| imatge | Nom                       | Ubicat a        | instància de | Detalls | coordenades                                                         | Protecció | Commons (més fotos) | Dades a WD                    |
| ------ | ------------------------- | --------------- | ------------ | ------- | ------------------------------------------------------------------- | --------- | ------------------- | ----------------------------- |
|        | Turó de les Martines      | Ullastrell      | muntanya     |         | 41° 30′ 21″ N, 1° 56′ 25″ E / 41.50595278°N,1.94030278°E 165.9 msnm |           |                     | Modifica les dades a Wikidata |
|        | la Creu dels Tres Batlles | Rubí Ullastrell | muntanya     |         | 41° 32′ 05″ N, 1° 59′ 07″ E / 41.5347°N,1.98514°E 413.8 msnm        |           |                     | Modifica les dades a Wikidata |

## pont
| imatge | Nom               | Ubicat a   | instància de | Detalls                       | coordenades                                                                                    | Protecció | Commons (més fotos) | Dades a WD                    |
| ------ | ----------------- | ---------- | ------------ | ----------------------------- | ---------------------------------------------------------------------------------------------- | --------- | ------------------- | ----------------------------- |
|        | Pont de can Palet | Ullastrell | pont         | 20th century Estat: bon estat | 41° 31′ 09″ N, 1° 57′ 41″ E / 41.51917°N,1.96135°E ca:Camí de can Palet, 08231 227 msnm        |           |                     | Modifica les dades a Wikidata |
|        | Pont del Bolet    | Ullastrell | pont         | Estat: bon estat              | 41° 31′ 16″ N, 1° 57′ 57″ E / 41.52121°N,1.96583°E ca:Camí de can Palet, 08231 245 msnm        |           |                     | Modifica les dades a Wikidata |
|        | Pont del Masover  | Ullastrell | pont font    | 19th century Estat: bon estat | 41° 31′ 55″ N, 1° 57′ 12″ E / 41.5320762641521°N,1.95346731004121°E ca:Ruta de can Font, 08231 |           |                     | Modifica les dades a Wikidata |

## vèrtex geodèsic
| imatge | Nom   | Ubicat a   | instància de    | Detalls   | coordenades                                                       | Protecció | Commons (més fotos) | Dades a WD                    |
| ------ | ----- | ---------- | --------------- | --------- | ----------------------------------------------------------------- | --------- | ------------------- | ----------------------------- |
|        | Amat  | Ullastrell | vèrtex geodèsic | Alt: 1.2m | 41° 32′ 05″ N, 1° 59′ 06″ E / 41.534682°N,1.985135°E 399.956 msnm |           |                     | Modifica les dades a Wikidata |
|        | Valls | Ullastrell | vèrtex geodèsic |           | 41° 31′ 22″ N, 1° 57′ 11″ E / 41.52279°N,1.953095°E 327.405 msnm  |           |                     | Modifica les dades a Wikidata |

## Misc
| imatge | Nom                                                                    | Ubicat a                 | instància de                 | Detalls                                                                     | coordenades                                                                                     | Protecció                                  | Commons (més fotos)      | Dades a WD                    |
| ------ | ---------------------------------------------------------------------- | ------------------------ | ---------------------------- | --------------------------------------------------------------------------- | ----------------------------------------------------------------------------------------------- | ------------------------------------------ | ------------------------ | ----------------------------- |
|        | Cal Jep                                                                | Ullastrell               | nucli de població            |                                                                             | 41° 31′ 34″ N, 1° 57′ 22″ E / 41.52620017093°N,1.9560978559087°E                                |                                            |                          | Modifica les dades a Wikidata |
|        | Campanar de Santa Maria                                                | Ullastrell               | campanar                     | Arquitecte: Lluís Muncunill i Parellada Estil: arquitectura modernista 1908 | 41° 31′ 43″ N, 1° 57′ 35″ E / 41.528656°N,1.959669°E ca:Plaça de l'Església                     |                                            |                          | Modifica les dades a Wikidata |
|        | Capelleta del Beat Pere de Luxemburg / Beat Pere de Luxembó O Llusembó | Ullastrell               | element arquitectònic        | 1970                                                                        | 41° 32′ 06″ N, 1° 58′ 58″ E / 41.53488°N,1.9828°E ca:Turó del Pinyoner, 08224 Terrassa          |                                            |                          | Modifica les dades a Wikidata |
|        | Carena del Pèlag                                                       | Ullastrell Viladecavalls | serra                        |                                                                             | 41° 32′ 44″ N, 1° 57′ 54″ E / 41.54569167°N,1.96486944°E                                        |                                            |                          | Modifica les dades a Wikidata |
|        | Santa Maria d'Ullastrell                                               | Ullastrell               | església església parroquial | 1866                                                                        | 41° 31′ 43″ N, 1° 57′ 35″ E / 41.528558°N,1.959649°E ca:Plaça de l'Església, 1, 08231           | bé integrant del patrimoni cultural català | Santa Maria d'Ullastrell | Modifica les dades a Wikidata |
|        | ajuntament d'Ullastrell                                                | Ullastrell               | casa consistorial            | Estil: noucentisme                                                          | 41° 31′ 37″ N, 1° 57′ 24″ E / 41.526885°N,1.956688°E                                            | bé integrant del patrimoni cultural català |                          | Modifica les dades a Wikidata |
|        | cementiri d'Ullastrell                                                 | Ullastrell               | cementiri                    | 1890                                                                        | 41° 31′ 13″ N, 1° 57′ 17″ E / 41.5202782379367°N,1.9546162170829°E ca:Camí de les Monges, 08231 |                                            |                          | Modifica les dades a Wikidata |
|        | edifici de la font del Cristí                                          | Ullastrell               | font                         |                                                                             | 41° 31′ 09″ N, 1° 58′ 14″ E / 41.51919°N,1.97042°E ca:Paratge de can Palet, 08231               |                                            |                          | Modifica les dades a Wikidata |
|        | el Bolet                                                               | Ullastrell               |                              |                                                                             | 41° 31′ 16″ N, 1° 57′ 58″ E / 41.52117°N,1.96598°E ca:Camí de can Palet, 08231                  |                                            |                          | Modifica les dades a Wikidata |
|        | font del Padró                                                         | Ullastrell               | creu de terme font           |                                                                             | 41° 31′ 42″ N, 1° 57′ 40″ E / 41.52819733280288°N,1.96100214777957°E                            |                                            |                          | Modifica les dades a Wikidata |
|        | torrent de Can Cintet                                                  | Ullastrell               | riu                          | Desemboca: riera de Gaià Llarg: 2km                                         | 41° 32′ 08″ N, 1° 57′ 12″ E / 41.53563333°N,1.95321389°E                                        |                                            |                          | Modifica les dades a Wikidata |